# M2 (metro)
 For alternative betydninger, se M2. (Se også artikler, som begynder med M2)
Linje M2 er en af de fire linjer, som udgør den københavnske metro. Linje M2 har endestation på  Vanløse Station og følges med linje M1 til Christianshavn Station, hvorfra M2 kører ad Østamagerbanen til Københavns Lufthavn (Lufthavnen). (Hvorimod M1 fortsætter fra Christianshavn Station mod Islands Brygge Station med endestation Vestamager Station).

## Ruteoversigt for M2
| Station                | Takstzone |
| ---------------------- | --------- |
| Vanløse Station        | 2         |
| Flintholm Station      | 2         |
| Lindevang Station      | 2         |
| Fasanvej Station       | 2         |
| Frederiksberg Station  | 2         |
| 1                      |           |
| Forum Station          |           |
| Nørreport Station      |           |
| Kongens Nytorv Station |           |
| Christianshavn Station |           |
| Amagerbro Station      |           |
| Lergravsparken Station |           |
| Øresund Station        | 3         |
| Amager Strand Station  | 3         |
| Femøren Station        | 3         |
| Kastrup Station        | 4         |
| Lufthavnen             | 4         |

55°40′08″N 12°35′35″Ø / 55.6688°N 12.593°Ø